# Annick De Houwer

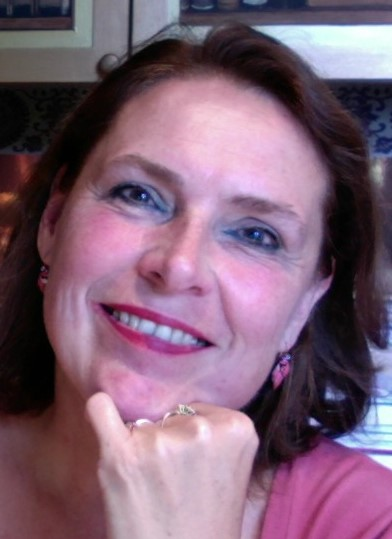
Annick De Houwer, 2019

Annick De Houwer (* 3. Januar 1958 in Schoten) ist eine belgische Sprachwissenschaftlerin. Sie war bis April 2021 Professorin für Spracherwerb und Mehrsprachigkeit an der Universität Erfurt.

## Leben
Annick De Houwer studierte Anglistik, Sprachwissenschaft und Psycholinguistik an der Universität Antwerpen, der Freien Universität Brüssel, der Universität Leuven und der Stanford University und wurde 1988 an der Freien Universität Brüssel promoviert.
Sie war von 2000 bis 2009 Associate Professor für Kommunikationswissenschaften an der Universität Antwerpen und von 2009 bis 2014 an der Universität Erfurt als Professorin für Sprachlehr- und -lernforschung tätig. Seit 2014 ist sie Professorin für Spracherwerb und Mehrsprachigkeit, ebenfalls an der Universität Erfurt, wo sie von 2009 bis 2012 auch als Direktorin des Sprachenzentrums wirkte. De Houwer ist Initiatorin und Direktorin des Netzwerks für Harmonische Mehrsprachigkeit (habilnet).

## Forschungsschwerpunkte
- doppelter Erstspracherwerb
- Mehrsprachigkeit
- Zweitspracherwerb
- Psycholinguistik

## Publikationen (Auswahl)

### Als Autorin
Bücher
- The Acquisition of Two Languages from Birth: a Case Study. Cambridge University Press, Cambridge 1990, doi:10.1017/CBO9780511519789

- Bilingual First Language Acquisition. (Reihe MM Textbooks) Multilingual Matters, Bristol 2009, ISBN 978-1-84769-148-4, doi:10.21832/9781847691507
- An Introduction to Bilingual Development. Multilingual Matters, Bristol 2009, doi:10.21832/9781847691705

Aufsätze
- Parental language input patterns and children's bilingual use. In: Applied Psycholinguistics,28(3), 2007, ISSN 1469-1817; doi:10.1017/S0142716407070221, S. 411–424.
- mit Marc H. Bornstein, Diane L. Putnick: A bilingual-monolingual comparison of young children's vocabulary size: Evidence from comprehension and production. In: Applied Psycholinguistics, 35, 2014, ISSN 0142-7164; doi:10.1017/S0142716412000744 S. 1189–1211
- mit Agnes Groba, Hellmuth Obrig, Sonja Rossi: Bilingualand monolingual first language acquisition experience differentially shapes children's property term learning: Evidence from behavioral and neurophysiological measures. In: Brain Sciences Band 9(2), 2019, PMC 6406634 (freier Volltext); doi:10.3390/brainsci9020040 S. 40.
- The danger of bilingual–monolingual comparisons in applied psycholinguistic research. In: Applied Psycholinguistics 44, 2022, S. 343–357, doi:10.1017/S014271642200042X

### Als Herausgeberin
- mit Steven Gillis: The Acquisition of Dutch. John Benjamins, Amsterdam 1998, doi:10.1075/pbns.52

- mit Lourdes Ortega: The Cambridge Handbook of Bilingualism. Cambridge University Press, Cambridge 2018, doi:10.1017/9781316831922